# Artéria braquial
A artéria braquial ou artéria humeral é a principal artéria do braço. É na verdade a continuação da artéria axilar, que muda de nome após passar pela margem (ou borda) inferior do músculo redondo maior. Em seu trajeto, emite as artérias profunda do braço, colateral ulnar superior e colateral ulnar inferior, além de diversos ramos musculares e um ramo nutrício para o úmero. Ao chegar à fossa cubital, no cotovelo, divide-se nas artérias radial e ulnar, que seguem para o antebraço. O pulso da artéria braquial é palpável na parte anterior do cotovelo, e é utilizado para a esfigmomanometria (aferição da pressão arterial).